# جاي وبوب الصامت
جاي و بوب الصامت ( بالانجليزية: Jay and Silent Bob) هماشخصيتان خياليتان تم تأدية ادوارهما من قبل جاسون ميويس و  كيفن سميث.
ظهرت هاتان الشخصيتان بالعديد من الأفلام، الكوميكس، و البرامج التلفازية.
 كيفن سميث يعد مؤلف الشخصيتين التي ظهرتا لأول مرة بفيلم Clerks . 
ظهرت الشخصيتان بمعظم أفلام سميث ما عدا Jersey Girl, Zack and Miri Make a Porno, Cop Out, Red State, Tusk, and Yoga Hosers.
يتميز جاي بانه كثير الكلام بينما بوب الصامت  لا يتكلم الا نادرا وكلاهما يمضيان اليوم يتجولان مع بعضهما يدخنان الماريغوانا ويبيعان الممنوعات. 

## روابط خارجية
- جاي و بوب الصامت على موقع ميوزك برينز (الإنجليزية)
- Radio Interview with Kevin Smith about his favourite characters from مكتب التحقيقات الفيدرالي 94.5 Sydney Australia